# Relación ternaria
Una relación ternaria R es el subconjunto de los elementos de {\displaystyle A_{1}\times A_{2}\times A_{3}\ } que cumplen una determinada condición:
{\displaystyle R=\{(a_{1},a_{2},a_{3}):\;(a_{1},a_{2},a_{3})\in A_{1}\times A_{2}\times A_{3}\land \ R(a_{1},a_{2},a_{3})=Verdadero\}}

## Ejemplo
- Dado el conjunto {\displaystyle \mathbb {N} } de los números naturales, se define la relación ternaria {\displaystyle R(x,y,z)} tal que {\displaystyle x+y=z}

{\displaystyle R=\{(x,y,z):(x,y,z)\in \mathbb {N} \times \mathbb {N} \times \mathbb {N} \land x+y=z\}}
{\displaystyle R=\{(1,1,2),(1,2,3),(2,1,3),(2,2,4),\cdots \}}

## Clasificación

### Relaciones homogéneas
Una relación ternaria homogénea {\displaystyle R} se llama así si para todo {\displaystyle x,y,z} se cumple:
- simétrica: {\displaystyle (x,y,z)\in \ R\Rightarrow (y,x,z)\in \ R}.
- simétrica (simétrica): {\displaystyle (x,y,z)\in \ R\Rightarrow (z,y,x)\in \ R}.
- simétrica: {\displaystyle (x,y,z)\in \ R\Rightarrow (x,z,y)\in \ R}.
- Completamente simétrica: {\displaystyle (x,y,z)\in \ R\Rightarrow (u,v,w)\in \ R}, siendo {\displaystyle (u,v,w)} {\displaystyle (x,y,z)}.
- asimétrica: {\displaystyle (x,y,z)\in \ R\Rightarrow (z,y,x)\notin \ R}.
- Completamente asimétrica: {\displaystyle (x,y,z)\in \ R\Rightarrow (u,v,w)\notin \ R}, siendo {\displaystyle (u,v,w)} {\displaystyle (x,y,z)}.
- Completamente reflexiva: {\displaystyle {\mbox{card}}\{x,y,z\}\leq 2\Rightarrow (x,z,y)\in \ R}.
- Transitiva: {\displaystyle (x,y,z),(x,z,u)\in \ R\Rightarrow (x,y,u)\in \ R}.
- Cíclica: {\displaystyle (x,y,z)\in \ R\Rightarrow (z,x,y)\in \ R}.
- Completa: {\displaystyle x\neq y\neq z\neq x\Rightarrow \exists (u,v,w)\in \ R}, siendo {\displaystyle (u,v,w)} {\displaystyle (x,y,z)}.